# Franziskanerkloster Arnau

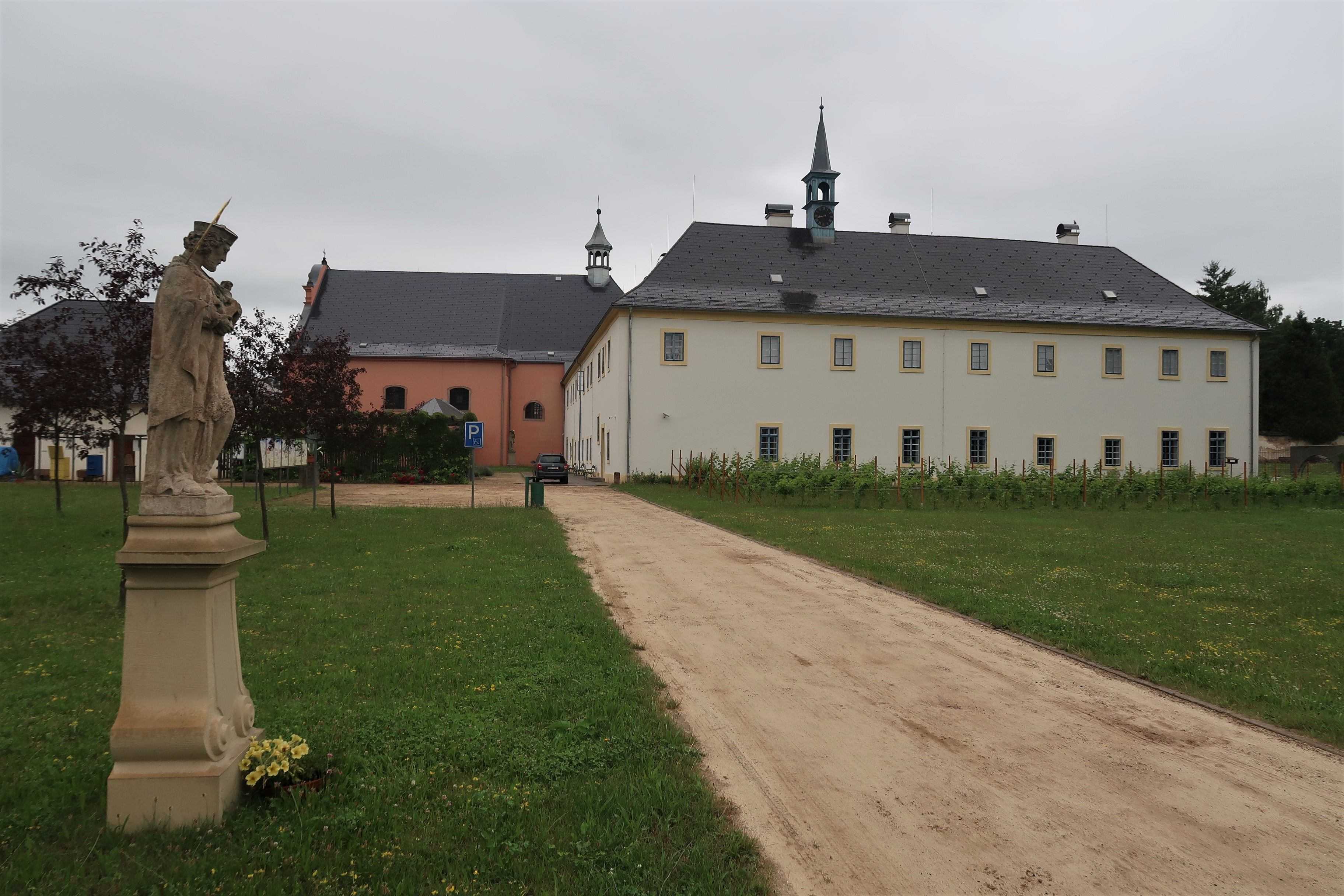
Franziskanerkloster in Hostinné

Das ehemalige Franziskanerkloster Arnau (Hostinné) ist ein barocker Gebäudekomplex in der Stadt Hostinné im Okres Trutnov in Tschechien. Es ist seit 1958 als Kulturdenkmal geschützt und beherbergt heute das Stadtmuseum.

## Geschichte

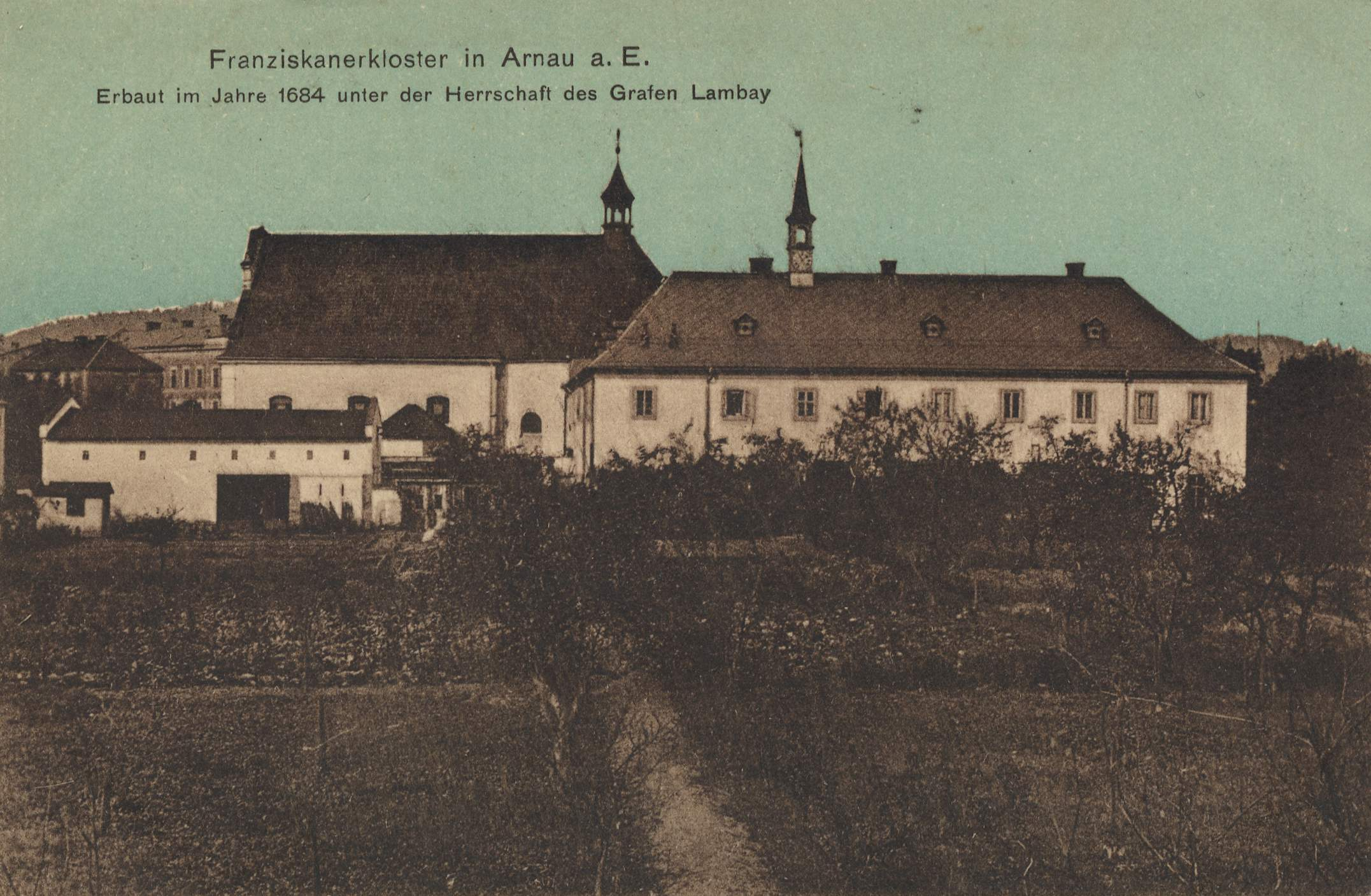
Ansicht um 1900

Im Jahre 1666 zogen die ersten Franziskaner in die ehemalige Jesuitenresidenz neben der Dekanatskirche ein, erbauten von 1667 bis 1670 daneben eine Kirche, die aber wegen Einsturzgefahr abgetragen werden musste. 1677 überließ die Stadt den Mönchen die 1597–1599 erbaute Dreifaltigkeits-Begräbniskirche vor dem Niedertor, an dem 1678–1684 das Kloster erbaut wurde. Vermutlich ist es vom Baumeister Wolfgang Dientzenhofer errichtet, der 1679 in Arnau das Bürgerrecht erhalten hatte und später in Prag und Amberg als Baumeister wirkte.
Die Klosterbibliothek von rund 2500 Bänden sowie viele Atlanten wurden 1785 weggeschafft, als das Kloster aufgehoben werden sollte. Zur Zeit der beabsichtigten Aufhebung umfasste das Kloster 22 meist alte Mönche und fünf Laienbrüder. Nach langen Verhandlungen, die sich zwischen der Stadt, dem Ordinariat und den staatlichen Stellen bis 1789 hinzogen, wurde 1790 die Aufhebung zurückgenommen. Jedoch wurde die Zahl der Patres auf drei beschränkt. In einem Schreiben von 1789 an den Stadtrat von Arnau teilte der zuständige Bischof jedoch mit, dass er das verlangte Unentbehrlichkeits-Zeugnis nicht ausstellen könne, u. a. weil das Kloster erst 120 Jahre vorher gegründet worden sei.
Im Jahr 1950 wurde das Kloster im Rahmen der Aktion K geschlossen und die Kirche als Lagerraum verwendet. 1989 wurde das Kloster an den Franziskanerorden restituiert. Seit der Restaurierung des Baus von 2009 bis 2011 befindet sich hier das Stadtmuseum der Stadt Hostinné. Hier wird die Geschichte der Stadt seit dem Beginn des Riesengebirgsvorlandes zu Beginn des 13. Jahrhunderts bis zum Jahr 1948 dargestellt. Im Klosterkomplex befindet sich auch die örtliche Stadtbibliothek.

## Klosterbauten
Das Kloster ist ein einstöckiger Bau mit Satteldach, der ein geschlossenes Viereck bildet. Nach Südosten schließt sich die Klosterkirche an. Den Innenhof umschließt ein Kreuzgang. Vor dem Südflügel mit Uhrtürmchen breitet sich der Klostergarten mit Gärtnerei aus, von einer Steinmauer umfriedet. An die Kirche schließt sich im Norden der Friedhof an.

## Klosterkirche der Unbefleckten Jungfrau
Die kleine Kirche ist der Unbefleckten Jungfrau geweiht und wurde erst 1743 durch ein zweites Schiff erweitert. Die Nordwand wurde durchbrochen und bildet mit den mächtigen Pfeilern die Mitte des Baues. Haupt- und Seitenaltäre sind Arbeiten aus der Zeit um 1900 und stammen aus der Werkstatt Stuflesser in St. Ulrich in Südtirol. Beide Schiffe sind gewölbt. Das hohe Satteldach hat über dem Chor ein Glockentürmchen. Bemerkenswert ist die markante Fassade an der Stirnseite mit den beiden Eingängen.
In der Kirche sind heute Gipsabgüsse antiker Plastiken ausgestellt.